# Burton (Colombie-Britannique)
Pour les articles homonymes, voir Burton.
Burton est une municipalité située dans la province de la Colombie-Britannique, dans la région de Kootenay.

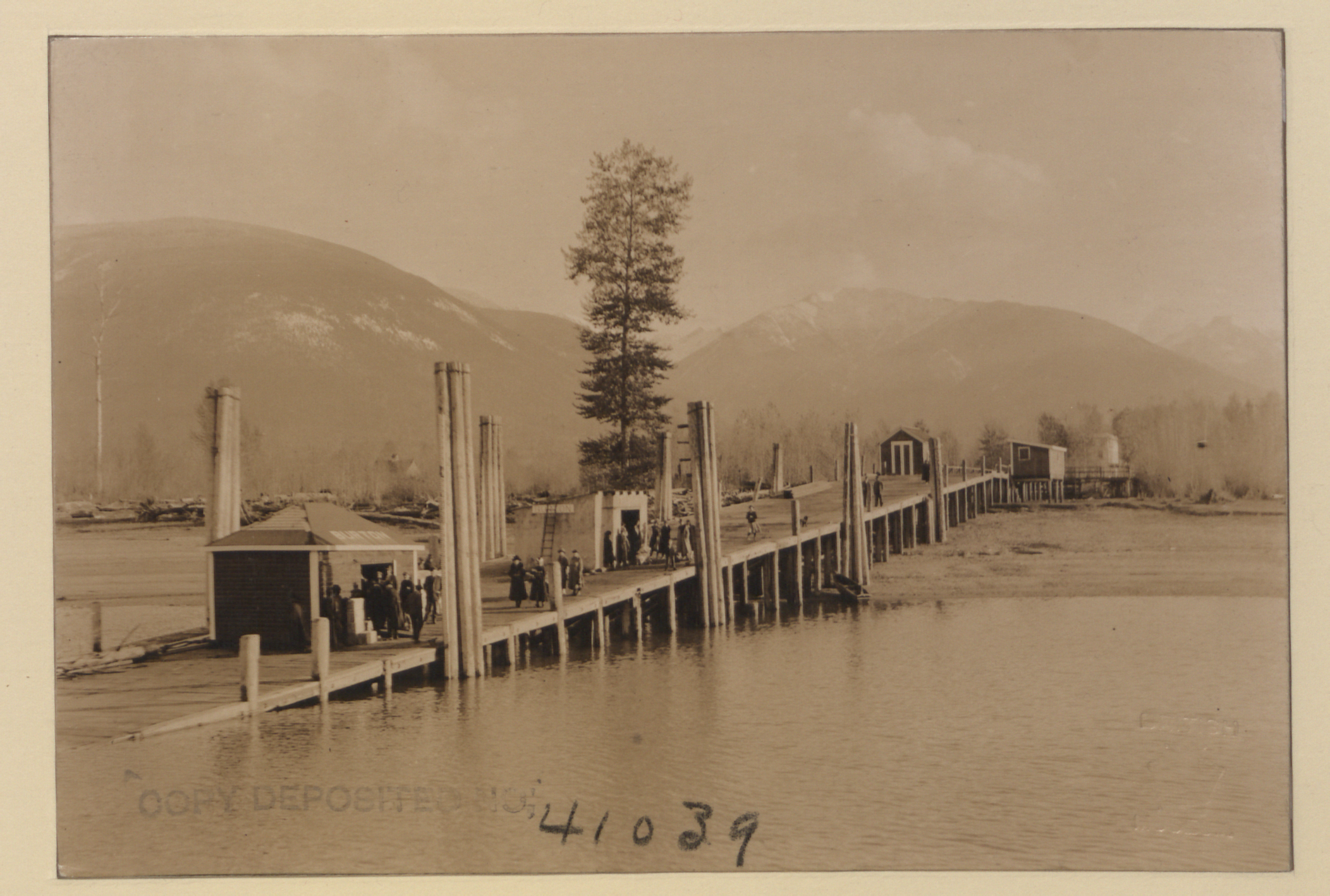
Quai de Burton, 1923